# Günter Feix
Günter Feix (* 28. Oktober 1934 in Bochum) ist ein deutscher Biologe.

## Leben
Günther Feix studierte Chemie an der Universität Freiburg. Nach seiner Diplomarbeit befasste er sich in seiner Dissertation mit der Synthese von Dehydrochinoliziniumsalzen und wurde mit dieser Arbeit 1963 bei Otto Westphal promoviert. Danach arbeitete er in New York im Labor von Severo Ochoa zusammen mit Charles Weissmann an Fragen der RNA-Phagen-Replikation.
1968 kam er an den Lehrstuhl von Carsten Bresch an die Universität Freiburg zurück, wo er über In-vitro-Synthese von Nukleinsäuren bei E. coli und Phagen-infizierten Zellen arbeitete und sich 1969 habilitierte. 1975 wurde er Professor am Biologischen Institut der Universität Freiburg, wo er 1999 emeritiert wurde.
Seine Hauptforschungsgebiete waren und sind die molekulare Genetik und angewandte Pflanzengenetik. Auf diesen Gebieten hat er unter anderem über Viren, Speicherproteine und Entwicklungsgenetik der Wurzel von Mais geforscht. Darüber hinaus hat er sich mit der Vielfalt und Funktion der Mikroorganismen der Rhizosphäre beschäftigt und mit seinen Forschungsergebnissen internationale Anerkennung erhalten. Nicht zuletzt hat Feix wesentliche Beiträge zum Thema der Gentechnik und nachhaltige Landwirtschaft geliefert.

## Veröffentlichungen (Auswahl)
- zusammen mit Otto Westphal: Zur Synthese des Dehydrochinolizinium-Systems. Angewandte Chemie 75, 206 (1963).
- zusammen mit Morton Schneider, Charles Weissmann und Severo Ochoa: Synthesis of virus-specific RNA with RNA synthetase from E. coli infected with phage MS2 or Qb. Science 157, 701-703 (1967).
- zusammen mit Charles Weissmann und Hanoch Slor: In vitro synthesis of phage RNA. The nature of the intermediates. Symposium on Quantitative Biology, Cold Spring Harbor, XXXIII, 83-100 (1968).
- Initiation of DNA synthesis by oligoribonucleotides. In: Gene Expression and Its Regulation (hrsg. von Francis Kenney et al.), S. 301–309 (1973).
- zusammen mit Hiroshi Sano: RNA nicking activity associated with DNA ligase of T4 infected E. coli. Properties and influences on in vitro reactions of ligase. Nucleic Acids Research, 2, 1609-1620 (1975).
- zusammen mit Udo Wienand und Carla Brüschke: Cloning of double stranded DNAs derived from polysomal mRNA of maize endosperm. Isolation and characterization of zein clones. Nucleic Acids Research 6, 2707-2715 (1979).
- zusammen mit José A. Pintor-Toro und Peter Langridge: Isolation and characterization of maize genes coding for zein proteins of the 21000 dalton size class. Nucleic Acids Research 10, 3845-3860 (1982).
- zusammen mit Christian Toloczyki: Occurrence of 9 homologous repeat units in the external spacer region of a nuclear maize rRNA gene unit. Nucleic Acids Research 14, 4969-4986 (1986).
- zusammen mit Tom Quayle: Functional analysis of the -300 region of maize zein genes. Molecular Genetics and Genomics 231, 369-374 (1992).
- zusammen mit Frank Hochholdinger und Woong June Park: Maize root system and genetic analysis of its formation. In: Plant Roots. The Hidden Half, 3rd edition (hrsg. von Yoav Waisel, Amram Eshel, Uzi Kafkafi), S. 239–248 (2002).